# Aljaž Antolin
Aljaž Antolin (sinh ngày 2 tháng 8 năm 2002) là một cầu thủ bóng đá người Slovenia hiện tại đang thi đấu ở vị trí tiền vệ cho câu lạc bộ Maribor tại Slovenian PrvaLiga.

## Sự nghiệp thi đấu

### Trẻ
Antolin bắt đầu sự nghiệp của mình tại câu lạc bộ quê hương Ižakovci, và sau đó chơi cho Beltinci. Năm 2010, anh chuyển đến Mura 05 và gia nhập đội U-10 của câu lạc bộ. Sau khi Mura 05 phá sản vào năm 2013, anh chuyển sang câu lạc bộ mới thành lập, NŠ Mura.

### Chuyên nghiệp

#### Mura
Vào ngày 11 tháng 2 năm 2021, Antolin ra mắt chuyên nghiệp cho Mura ở Slovenian PrvaLiga trong trận hòa không bàn thắng với Tabor Sežana. Anh ra sân tổng cộng 3 trận cho đội bóng tại giải quốc nội mùa giải 2020–21, đồng thời giành chức vô địch với đội bóng.

#### Maribor và cho mượn tại Beltinci
Vào ngày 16 tháng 7 năm 2021, Antolin gia nhập Maribor theo bản hợp đồng kéo dài 4 năm. Vào tháng 8, anh được cho mượn ở câu lạc bộ Beltinci tại Giải bóng đá hạng nhì Slovenia. Sau khi ra sân 13 lần và ghi 4 bàn cho Beltinci trong nửa đầu mùa giải, anh quay trở lại Maribor trong nửa sau của mùa giải và ra mắt vào ngày 21 tháng 2 năm 2022, trong chiến thắng 4–1 trước Radomlje.

## Danh hiệu
Mura
- Slovenian PrvaLiga: 2020–21

Maribor
- Slovenian PrvaLiga: 2021–22